# Losgna tricolor
Losgna tricolor är en stekelart som beskrevs av Heinrich 1938. Losgna tricolor ingår i släktet Losgna och familjen brokparasitsteklar. Inga underarter finns listade i Catalogue of Life.